# Palczewo (Poméranie)
Pour les articles homonymes, voir Palczewo.
Palczewo est une localité polonaise de la gmina rurale de Ostaszewo située dans le powiat de Nowy Dwór Gdański en voïvodie de Poméranie. Elle se trouve à environ 12 km à l'ouest de Nowy Dwór Gdański et à 27 km au sud-est de la capitale régionale Gdańsk.

## Géographie

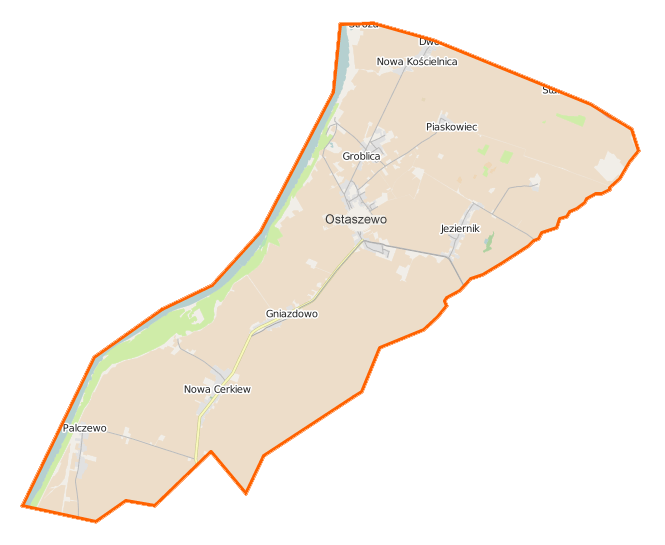
Carte de la gmina d'Ostaszewo.